# Pravda za sve
Pravda za sve (eng. The Practice) je američka dramska televizijska serija koju je kreirao David E. Kelley, a čija se radnja fokusira na partnere i suradnike privatne odvjetničke tvrtke u Bostonu. Serija je sveukupno imala 8 sezona (168 epizoda), a osvojila je prestižnu televizijsku nagradu Emmy 1998. i 1999. godine u kategoriji najbolje dramske serije te također iznjedrila uspješnu i puno opušteniju seriju Bostonsko pravo koja je, pak, trajala pet sezona u razdoblju od 2004. do 2008. godine.
U seriji Pravda za sve glavno središte radnje odvija se u odvjetničkoj tvrtci Robert Donnell i suradnici (kasnije se ime firme prvo mijenja u Donnell, Young, Dale & Frutt te u konačnici u Young, Frutt & Berluti). Svaka epizoda uglavnom se vrti oko involviranosti pojedinih odvjetnika tvrtke u kriminalne slučajeve koji su obično odraz stvarne situacije u zemlji. Česta pojava u seriji bili su konflikti između legalne etike i osobnog morala. Autor Kelley tvrdio je da Pravda za sve pomalo pobija prijašnju uspješnu odvjetničku seriju Zakon u L.A.-u (za koju je pisao scenarije) te da predstavlja pomalo romantični tretman američkih zakona i zakonodavnog sistema općenito.

## Sadržaj serije
Na početku serije, odvjetnik Bobby Donnell zapošljava suradnike Ellenor Frutt, Eugenea Younga (koji se Bobbyjevoj tvrtci pridružio prije sedam godina), Lindsay Dole i Rebeccu Washington (s kojom se Bobby i započeo baviti poslom). Do četvrte epizode Bobbyjev prijatelj Jimmy Berluti također postaje suradnik u tvrtci (nakon što krivotvori dokumente kako bi pomogao Bobbyju dobiva otkaz pa da Bobby zapošljava).
U početku Bobby otvara tvrtku zbog idealističkih ideja o zaštiti nevinih, pogotovo tijekom prvih nekoliko mjeseci u kojima se sama tvrtka bori s financijskim problemima. Međutim, uskoro saznaje da pravi dileri droge i ostali klijenti koji su bez sumnje krivi zapravo donose najviše novaca i omogućuju rad tvrtke. Bobby ostaje jedini u kompletnoj upravljačkoj kontroli tvrtke dok ga ultimatum kolegice Lindsay ne motivira da proglasi nju, Ellenor, Eugenea i Rebeccu juniorskim partnerima. Kako bi zadržao kontrolu nad tvrtkom, Bobby u Ugovoru napiše da svaki od partnera ima pravo jednog glasa, dok on ima dva. Ova odluka prouzročit će tenzije između Bobbyja i Lindsay pogotovo nakon što njih dvoje uđu u ljubavnu vezu. Ugovor također otuđuje Jimmyja koji se osjeća uvrijeđenim što je on jedini koji nije proglašen juniorskim partnerom za razliku od Rebecce koja radi na recepciji i nije čak niti odvjetnica. Međutim, Rebecca do kraja treće sezone postaje odvjetnicom, a Jimmy punim partnerom do kraja sedme sezone.
Bobby i njegovi suradnici dijele prijateljstvo s okružnom tužiteljicom Helen Gamble koja se čak u jednom trenutku nađe u ljubavnoj vezi s Bobbyjem što predstavlja neugodnost zbog njihove pozicije tijekom sudskih slučajeva. Tvrtka je postala širom poznata po upotrebi strategije koju su zvali Plan B, a koja uključuje stvaranje sumnje na krivnju njihovih klijenata kod porote optužbom treće strane za koju se u većini slučajeva unaprijed zna da je nevina, a kako bi se stvorila opravdana sumnja. I dok je u početku strategija vrlo efektivna, kasnije postaje sve očitijom pogotovo nakon što okružni tužitelji shvate o čemu je zapravo riječ. Sama taktika kod odvjetnika stvara ogromne emocionalne stresove upravo zbog toga što znaju da su osobe koje optužuju putem strategije zapravo nevine. Ponajviše zbog tog razloga Plan B obično se koristio kao zadnje sredstvo obrane. Unatoč prijateljstvu s okružnom tužiteljicom Helen Gamble, upotreba navedene strategije u kombinaciji s visokim postotkom dobivenih i izgubljenih slučajeva izazivala je ljutnju ureda državnog tužitelja, pogotovo u slučaju Kennetha Walsha.
Godine 2003. Bobby Donnell napušta firmu nezadovoljan onime što je postao. Imenuje Eugenea kao starijeg partnera koji odluči da partnerima također imenuje Ellenor i Jimmyja, a daje ponudu i Lindsay (koja je otišla i otvorila vlastitu firmu) te suradnici Claire Wyatt. Sve to događa se na kraju sedme sezone kada je zbog pitanja budžeta televizijska mreža ABC odlučila uvelike smanjiti troškove i dati otkaz polovici glumačke postave. Upravo zbog toga osma sezona započela je sa smanjenom glumačkom postavom, a nikada do kraja serije nije objašnjeno što se dogodilo s likovima Lindsay, Claire, Rebeccom i Helen. Mnogi od gostujućih glumaca, uključujući sutkinju Zoey Hiller, također se više nisu vratili, premda ih se par (uključujući Robertu Kittleson) pojavilo u nekoliko epizoda tijekom osme sezone serije.
U posljednjoj sezoni serije i postojanja tvrtke seniorski partneri su Ellenor, Eugene i Jimmy, a suradnica je Jamie Stringer. Umjesto Lucy Hatcher koja je dugo vremena radila na recepciji, sada je zaposlena Tara Wilson, studentica treće godine prava. Ellenor zapošljava svog starog prijatelja, Alana Shorea, izvrsnog odvjetnika iz države Massachusetts koji je iz bivše firme otpušten zbog navodne pronevjere. Alanov dolazak u tvrtku označava prekretnicu u dobrom i lošem smislu; premda donosi puno posla i uspijeva zaraditi novaca s kojima se bez problema pokriva gubitak troje odvjetnika, u isto vrijeme njegove neortodoksne metode unutar i van sudnice te načini rješavanja slučajeva koji graniče sa zakonom često ga dovode u sukob s Eugeneom, Jimmyjem i, naposljetku, Ellenor.
Pred kraj serije Eugene i Jimmy otpuštaju Alana bez prethodne konzultacije s Ellenor, stvorivši fenomen tzv. razvoda odvjetničkog društva. Sve počinje kada Alanu ponude otpremninu u vrijednosti od 15 tisuća dolara (premda je čovjek u pola godine donio preko 9 milijuna dolara čistog profita za tvrtku). Zbog upozorenja kojeg je dala Alanu u vezi njegovog skorašnjeg otpuštanja, Eugene također daje otkaz Tari budući je iznevjerila njegovo povjerenje, a Lucy se vraća kako bi pomogla tvrtci u teškim trenucima. Alan tuži tvrtku zbog nezakonitog otkaza, a kao svoje odvjetnike uzima Matthew Billingsa i Dennyja Cranea iz tvrtke Crane, Poole & Schimdt. Porota u konačnici odluči da tvrtka Young, Frutt & Berluti mora platiti otpremninu Alanu Shoreu u iznosu od 2.3 milijuna dolara.
Alan i Tara zapošljavaju se u tvrtci Crane, Poole & Schmidt kao suradnici. Nakon slučaja, tenzije između partnera koje su tijekom suđenja rasle dovode do raspada tvrtke Young, Frutt & Berluti. Iako Shore kaže da mu njihovi novci nisu potrebni, odvjetnici njegovu ponudu odbijaju. U razgovoru između Jimmyja i Jamie on joj priznaje da je oduvijek želio biti samostalni odvjetnik koji će raditi u svom rodnom susjedstvu i pomagati "malim ljudima". Eugene je imenovan sucem Vrhovnog suda, a Ellenor uzima pauzu u karijeri kako bi provela što više vremena sa svojom malom kćerkom. Jamie se u konačnici pridružuje Jimmyju i njegovom prijatelju iz djetinjstva u osnivanju novog odvjetničkog društva. U posljednje dvije epizode vraća se Bobby Donnell kojeg u posljednjoj sceni serije vidimo kako potpuno sam sjedi u svojoj bivšoj tvrtci koja sada više ne postoji.

## Gledanost serije u SAD-u
| Sezona | Timeslot (Eastern & Pacific Time)                                                                      | Premijera sezona   | Finale sezone     | Televizijska sezona | Gledatelji (u milijunima) | Mjesto po gledanosti |
| ------ | --- | ------------------ | ----------------- | ------------------- | ------------------------- | -------------------- |
| 1.     | Utorkom u 22:00                                                                                        | 4. ožujka 1997.    | 8. travnja 1997.  | 1996./1997.         | 9.2                       | #43                  |
| 2.     | Subotom u 22:00 (20. rujna 1997. do 3. siječnja 1998.) Ponedjeljkom u 22:00 (od 5. siječnja 1998.)     | 20. rujna 1997.    | 11. svibnja 1998. | 1997./1998.         | 10.0                      | #82                  |
| 3.     | Nedjeljom u 22:00                                                                                      | 27. rujna 1998.    | 9. svibnja 1999.  | 1998./1999.         | 12.7                      | #34                  |
| 4.     | Nedjeljom u 22:00                                                                                      | 26. rujna 1999.    | 21. svibnja 2000  | 1999./2000.         | 17.9                      | #8                   |
| 5.     | Nedjeljom u 22:00                                                                                      | 8. listopada 2000. | 13. svibnja 2001. | 2000./2001.         | 18.3                      | #9                   |
| 6.     | Nedjeljom u 22:00                                                                                      | 23. rujna 2001.    | 19. svibnja 2002. | 2001./2002.         | 12.9                      | #26                  |
| 7.     | Nedjeljom u 22:00 (29. rujna 2002. do 15. prosinca 2002.) Ponedjeljkom u 21:00 (od 27. siječnja 2003.) | 29. rujna 2002.    | 5. svibnja 2003.  | 2002./2003.         | 9.8                       | #55                  |
| 8.     | Nedjeljom u 22:00                                                                                      | 28. rujna 2003.    | 16. svibnja 2004. | 2003./2004.         | 9.1                       | #63                  |

## Nagrade i nominacije

### Osvojene nagrade
Emmy:
- Najbolja serija - drama (1998.)
- Najbolja sporedna glumica u dramskoj seriji - Camryn Manheim (1998.)
- Najbolji gostujući glumac u dramskoj seriji - John Larroquette (1998.)
- Najbolja serija - drama(1999.)
- Najbolji sporedni glumac u dramskoj seriji - Michael Badalucco (1999.)
- Najbolja sporedna glumica u dramskoj seriji -Holland Taylor (1999.)
- Najbolji gostujući glumac u dramskoj seriji - Edward Herrmann (1999.)
- Najbolja gostujuća glumica u dramskoj seriji - Beah Richards (2000.)
- Najbolji gostujući glumac u dramskoj seriji - James Whitmore (2000.)
- Najbolji gostujući glumac u dramskoj seriji - Michael Emerson (2001.)
- Najbolji gostujući glumac u dramskoj seriji - Charles S. Dutton (2002.)
- Najbolja gostujuća glumica u dramskoj seriji - Alfre Woodard (2003.)
- Najbolja gostujuća glumica u dramskoj seriji - Sharon Stone (2004.)
- Najbolji gostujući glumac u dramskoj seriji - William Shatner (2004.)
- Najbolji glumac u dramskoj seriji - James Spader (2004.)

Zlatni globus:
- Najbolja televizijska serija - drama (1998.)
- Najbolji glumac u dramskoj televizijskoj seriji - Dylan McDermott (1998.)
- Najbolja sporedna glumica u seriji, mini-seriji ili filmu - Camryn Manheim (1999.)

### Nominacije
Emmy:
- Najbolji scenarij za dramsku seriju - David E. Kelley (1998.)
- Najbolja sporedna glumica u dramskoj seriji - Camryn Manheim (1999.)
- Najbolja sporedna glumica u dramskoj seriji - Lara Flynn Boyle (1999.)
- Najbolji glumac u dramskoj seriji - Dylan McDermott (1999.)
- Najbolji gostujući glumac u dramskoj seriji - Tony Danza (1999.)
- Najbolji sporedni glumac u dramskoj seriji - Steve Harris (2000.)
- Najbolji sporedni glumac u dramskoj seriji - Michael Badalucco (2000.)
- Najbolja sporedna glumica u dramskoj seriji - Holland Taylor (2000.)
- Najbolja gostujuća glumica u dramskoj seriji - Marlee Matlin (2000.)
- Najbolji gostujući glumac u dramskoj seriji - Paul Dooley (2000.)
- Najbolji gostujući glumac u dramskoj seriji - Henry Winkler (2000.)
- Najbolji gostujući glumac u dramskoj seriji - Rene Auberjonois (2001.)
- Najbolji gostujući glumac u dramskoj seriji - John Larroquette (2002.)
- Najbolja gostujuća glumica u dramskoj seriji - Betty White (2004.)

Zlatni globus:
- Najbolja televizijska serija - drama (2001.)
- Najbolji glumac u dramskoj televizijskoj seriji - Dylan McDermott (2001.)

## Vanjske poveznice
- Pravda za sve u internetskoj bazi filmova IMDb-a
- USA Today Photo Gallery